# Achalcus maculipennis
Achalcus maculipennis är en tvåvingeart som beskrevs av Marc Pollet 2005. Achalcus maculipennis ingår i släktet Achalcus och familjen styltflugor.
Artens utbredningsområde är Peru. Inga underarter finns listade i Catalogue of Life.